# 이시몬 (배구 선수)
이시몬(1992년 11월 9일~)은 대한민국의 남자 배구 선수이며, 현재 삼성화재 블루팡스의 선수이다. 2015-2016 신인 드래프트에서 전체 8순위로 안산 OK저축은행 러시앤캐시에 입단하였다.

## 안산 OK저축은행 러시앤캐시시절

### 2015-2016시즌
신인 드래프트에서 전체 8순위로 안산 OK저축은행 러시앤캐시에 입단하였다. 같은 팀에 외국인선수인 시몬과 이름이 같아서 이시몬이 경기에 투입될 경우에는 한 경기에 시몬이 2명인 경우가 종종 있었다.

### 2016-2017시즌
송명근과 외국인 선수의 부상 등으로 인해 종종 선발출전을 하였다.

## 에피소드
- 이시몬 선수의 인스타그램을 보면 5년 넘게 사귄 여자친구가 있다. 2017년 5월에 결혼하였다. 이후 아들도 태어났다.